# Мар-бити-апла-уцур
Мар-бити-апла-уцур (Mār-bīti-apla-usur) — царь Вавилонии, правил приблизительно в 984 — 979 годах до н. э. Узурпатор, эламит, основатель и единственный представитель VII Вавилонской династии.

«Мар-бити-апла-узур, потомок [...] Элама, правил шесть лет. Он был похоронен во дворце Саргона. Один царь из династии Элама правил шесть лет.
Правил 5 лет.